# فان لير (ماريلاند)
فان لير (بالإنجليزية: Van Lear, Maryland)‏ هي منطقة سكنية تقع في الولايات المتحدة في مقاطعة واشنطن (ماريلاند). يقدر عدد سكانها بـ 3,000 نسمة ومساحتها 7.77 كم2 وترتفع عن سطح البحر 164 متر.